# Nannophrys guentheri
Nannophrys guentheri foi uma espécie de anfíbio da família Ranidae.
Foi endémica da Sri Lanka.